# 유럽 생태녹색당
유럽 생태녹색당(--  生態綠色黨, 프랑스어: Europe Écologie - Les Verts)는 프랑스의 환경 정당이다. 기존 녹색당과 2009년의 유럽 에콜로지 유럽의회선거명부의 합병으로 발족하였다. 13,000명의 활동가가 있다고 주장한다. 파스칼 뒤랑이 전국서기장이다.

## 같이 보기
- 장뱅상 플라세